# Luther Singh
Luther Singh, född 5 augusti 1997, är en sydafrikansk fotbollsspelare som spelar för AEL Limassol.

## Spelarkarriär
Singh började träna med Stars of Africa redan som tolvåring.
Singh lämnade Stars of Africa för svenska Superettan-klubben GAIS i augusti 2015. Han debuterade 21 augusti i Svenska Cupen mot Norrby IF. Ett par dagar senare debuterade Singh i Superettan och gjorde även sitt första mål för klubben. 2017 lämnade Singh GAIS för SC Braga. Efter utlåningar till GD Chaves och Moreirense FC är han numera utlånad till FC Paços de Ferreira
Den 18 augusti 2021 värvades Singh av FC Köpenhamn, där han skrev på ett fyraårskontrakt. Den 24 augusti 2022 lånades Singh ut till Chaves på ett säsongslån.
I september 2023 värvades Singh av serbiska Čukarički, där han skrev på ett tvåårskontrakt. I januari 2024 lämnade Singh dock klubben. I juni 2024 skrev han på ett tvåårskontrakt med option på ytterligare ett år med cypriotiska AEL Limassol.

## Spelstil
Singh är en offensiv ytter, med bra tillslag och bra i en-mot-en-lägen. I GAIS användes Singh även som anfallare.